# Einhard

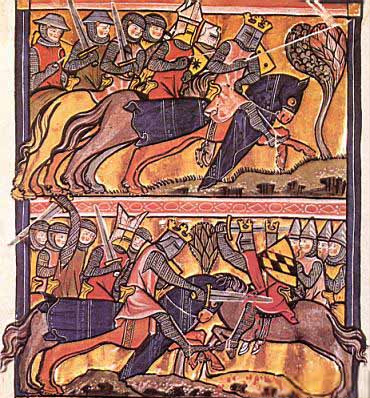
Vita Karoli Magni, iluminacja, XIII w.

Einhard (ur. ok. 775 w Dolinie rzeki Men, zm. 14 marca 840 w Seligenstadt) – frankijski biograf i kronikarz piszący w języku łacińskim.
Pochodził ze średnio zamożnej rodziny rycerskiej osiadłej we wschodniej części frankijskiego imperium. Kształcił się w klasztorze w Fuldzie, który był wówczas wybitnym centrum nauki w imperium Karolingów.
Na dwór Karola Wielkiego, który gromadził wybitnych uczonych, dostał się ok. 791 lub 792. Współpracował tam z Alkuinem i najwyraźniej ze względu na wybitne zdolności został Einhardowi powierzony nadzór nad budową pałaców królewskich w Akwizgranie i w Ingelheim am Rhein. Einhard jest autorem biografii władcy Życie Karola Wielkiego (Vita Karoli Magni, ok. 817–830), która przez większość średniowiecza była uważana za wzorzec w swoim gatunku. Nie był w pełni oryginalny, opierał się w większości na Swetoniuszu. Inne jego dzieła to żywoty świętych; zachowało się też 65 listów Einharda.
Przypuszcza się, że napisał również De adventu, moribus et superstitione Saxonorum (O przybyciu, obyczajach i przesądach Sasów), na które powołuje się Adam z Bremy.
Na początku panowania Ludwika I Pobożnego odgrywał na dworze znaczną rolę polityczną, jako opiekun Lotara I, którego Ludwik upatrywał na swego następcę. W czasie wojny dynastycznej (829–830), kiedy Lotar wystąpił przeciwko ojcu, Einhard z rodziną opuścił dwór. Dochody z nadanych mu wcześniej opactw pozwoliły na dostatni byt do końca życia, który wypełniała rozległa, częściowo zachowana korespondencja z naukowymi i literackimi przyjaciółmi.